# Rolf Merker

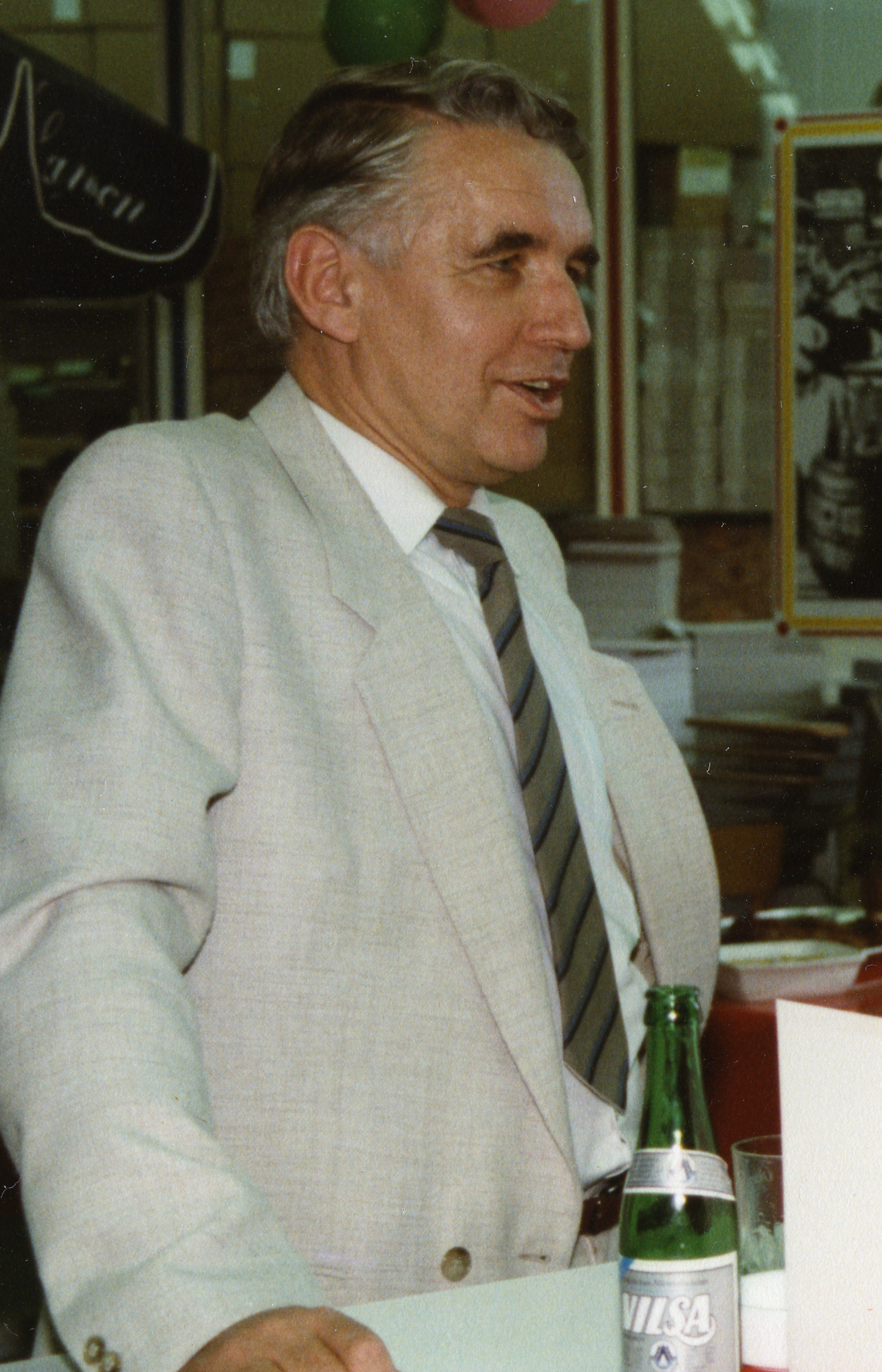
Rolf Merker, 1989

Rolf Merker (* 5. Mai 1936 in Burgsteinfurt; † 20. März 2002 in Lemgo) war ein deutscher Politiker (FDP).

## Leben
Merker besuchte die Handelsschule, absolvierte die Buchdruckerlehre und wurde nach bestandener Prüfung 1959/60 Druckermeister. Er war Geschäftsführender Gesellschafter der Firma Dremer Druck Drexhage und Merker GmbH und Co. KG in Lemgo. Nach dem Ausscheiden aus dem Bundestag wurde Rolf Merker 1984 Geschäftsführer der Druckerei Gebr. Klingenberg in Detmold.
Merker wurde durch den Wirtschaftswissenschaftler und zeitweiligen Prorektor der Karl-Marx-Universität Leipzig, Horst Stein, für das MfS unwissentlich als „Kontaktperson“ unter der Bezeichnung „Mars“ bis 1983 abgeschöpft.

## Politische Tätigkeit
Merker trat 1963 der FDP bei. Er war unter anderem Mitbegründer des Kreisverbandes der Deutschen Jungdemokraten in Lemgo, Kreisvorsitzender des FDP Lippe und seit 1966 Mitglied im Bezirksvorstand der FDP Ostwestfalen-Lippe. Von 1976 bis 1986 gehörte er dem Landesvorstand der FDP Nordrhein-Westfalen an.
Zwischen 1978 und 1983 war er als Nachrücker Mitglied des Deutschen Bundestages. Während seiner Zeit als Abgeordneter beschäftigte er sich vornehmlich mit der Umstrukturierung der Deutschen Bundespost und der Bundesbahn. Ein weiterer Schwerpunkt war die Verkehrspolitik.
Unterlagen über Merkers Abgeordnetentätigkeit und diejenige seines Vorgängers Alfred Ollesch befinden sich im Archiv des Liberalismus der Friedrich-Naumann-Stiftung für die Freiheit in Gummersbach.